# Uma2rmaH

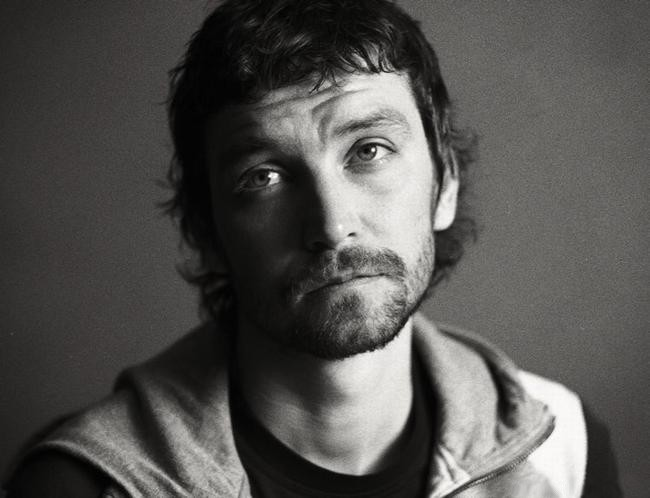
Володимир Кристовський

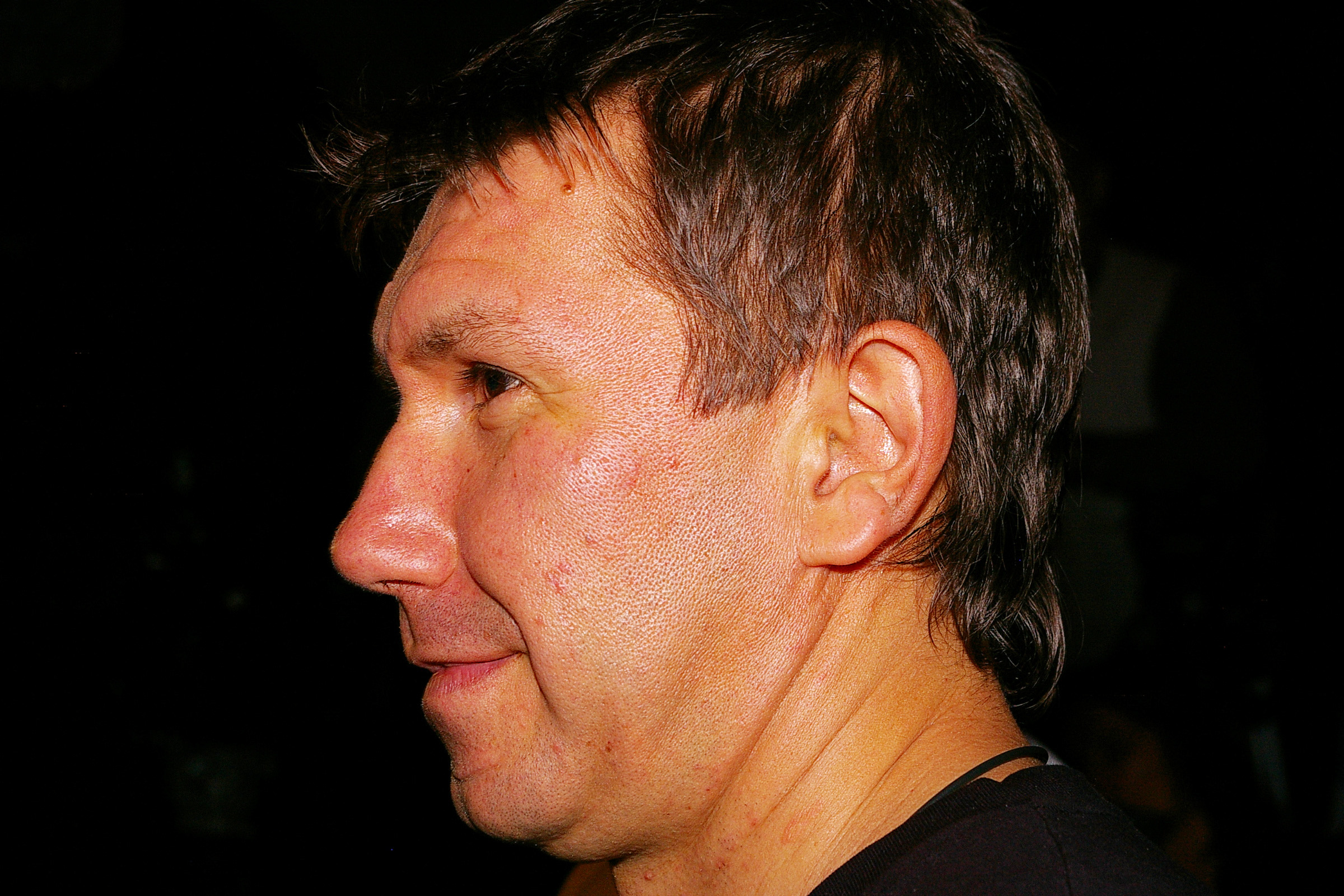
Сергій Кристовський

Uma2rman (перша назва «Уматурман») — російська рок-група з Нижнього Новгорода, яку заснували Сергій та Володимир Кристовські, які назвали групу на честь улюбленої актриси Уми Турман. 
Набула популярності після радіохітів «Параска», «Ума Турман», «Попрощатися», а також пісні, що звучала у фінальних титрах фільму «Нічний Дозор».
Група тричі лауреат Премії Муз-ТВ та «Кращий дебют 2004» за версією Премії MTV RMA, лауреат премії «Золотий грамофон 2016».
Засновники та члени групи є фігурантами бази даних центру «Миротворець».

## Історія
Група Uma2rmaH була створена в липні 2003 року, коли брати Кристовські на нижньогородській студії записали демо-альбом, що складається з 15 пісень. Його відправили до Москву по фірмам грамзапису.
Перший публічний виступ гурту в Москві відбулося 19 грудня 2003 року (в день народження В. Кристовського) в клубі «16 тонн» на концерті Земфіри. Друзі, запросивши їх туди як подарунок на день народження, вже там повідомили братам про те, що вони зможуть вийти на сцену і разом із співачкою виконати свою пісню «Параска» (запис якої вони ж раніше передали самій Земфірі і вона їй дуже сподобалася).
Перший кліп групи був знятий 23-24 березня 2004 року в містах Ялта та Гурзуф на ту ж саму композицію, що стала на той час справжнім хітом.
У червні Uma2rmaH виступає на відкритті Московського міжнародного кінофестивалю, де почесним гостем був Квентін Тарантіно.
Творчістю групи також зацікавився режисер фільму «Нічний Дозор» Тимур Бекмамбетов і запропонував їм записати саундтрек до фільму. Фільм мав великий успіх у прокаті, а головна пісня довгий час залишалася на верхніх рядках багатьох хіт-парадів. Після цього були зняті ще два кліпи: «Попрощатися» і «Ума Турман».
23 вересня того ж року виходить дебютна платівка гурту В місті N, а 16 жовтня група стає переможцем на церемонії MTV Russia Music Awards у номінації «Найкращий дебют».
Гурт неодноразово виступав на рок-фестивалі «Навала».
У 2007 році гурт написав текст і озвучив заставку серіалу «Татусеві дочки».
У 2009 році ними був написаний саундтрек до фільму «О, щасливчик!».
У 2010 році взяли участь у роботі над мультфільмом «Білка та Стрілка. Зоряні собаки». У тому ж році дали два квартирника — 12 березня (ДК ім. Зуєва) і 25 листопада (Клуб «Мао»).
У 2011 році випускають четвертий альбом «У цьому місті всі божевільні», стають номінантами премії Муз-ТВ у номінації «Кращий рок-гурт», але поступаються гурту «Мумій Троль».
В 2014 році, 17 вересня, група виступає на урочистому відкритті нового московського клубу «Бруклін».
У 2015 році братами Кристовськими була написана заголовна пісня до телесеріалу каналу СТС «Принц Сибіру», а до саундтреку серіалу увійшли ще 4 пісні групи.
У 2022 році виступили з концертом у марафоні «Za Россию» на підтримку російського вторгнення в Україну.

## Склад

### 2003—2004
- Володимир Кристовський — вокал, гітара, аранжування
- Сергій Кристовський — гітара, бас-гітара, перкусія, беки

### 2004—2005
- Володимир Кристовський — вокал, гітара
- Сергій Кристовський — гітара, перкусія, вокал
- Геннадій Ульянов — бас-гітара, перкусія

### 2005—2014
- Володимир Кристовський — вокал, гітара, акустична гітара, аранжування
- Сергій Кристовський — бас-гітара, бек-вокал, вокал, перкусія
- Сергій Солодкін — ударні, перкусія
- Юрій Терлецький — соло-гітара
- Олексій Каплун — клавішні
- Олександр Абрамов — саксофон

### 2014—теперішній час
- Володимир Кристовський — вокал, гітара, акустична гітара, аранжування
- Сергій Кристовський — бас-гітара, гітара, бек-вокал, вокал, перкусія
- Юрій Терлецький — соло-гітара
- Сергій Солодкін — ударні, перкусія
- Олексій Каплун — клавішні
- Олександр Абрамов — саксофон
- Сергій Сєров — тромбон

## Дискографія
Студійні альбоми:
1. «Прасковья»	2:49
2. «Ночной Дозор»	3:45
3. «Раненый в висок»	5:02
4. «Ума Турман (Тарантино Version)»	4:10
5. «Стрела»	3:30
6. «Ты ушла»	3:38
7. «Здравствуй, дорогая»	2:58
8. «Объясни мне»	3:45
9. «Ад»	4:09
10. «Дай»	4:04
11. «Тайд»	4:07
12. «Ни кола, ни дачки»	3:45
13. «Проститься»	5:00
14. «Прасковья (Radio Mix)»	3:03
15. «Прасковья (LaTrack Mix)»	2:25
16. «Ума Турман (Original Version)»	4:09
17. «Ночной Дозор (Film Version)»	3:52

1. Письмо Уме
2. Он придёт
3. Всё будет хорошо
4. Скажи
5. Эй, толстый
6. Китаец Чонь-Сунь
7. Зачем
8. Всё как обычно
9. Теннис
10. Колыбельная
11. А может это сон?
12. Ты далеко
13. Кто-то в городе
14. Птица счастья
15. В голове моей Г…
16. Река
17. Скажи (Slow version)
18. Скажи (LaTrack rmx)

1. Не позвонишь (feat. Патрісія Каас)
2. В городе лето
3. Припева нет
4. Куда приводят мечты
5. Че Гевара
6. Папины дочки
7. Записка
8. Любовь на сноуборде (feat. Людмила Гурченко)
9. Весеннее обострение
10. Дождь
11. Блюз
12. Кажется
13. Париж
14. Калифорния
15. Женщина
16. Романс
17. Дождись (feat. Тіматі)

1. «Прасковья»
2. «Ночной дозор»
3. «Ума Турман»
4. «Тайд»
5. «Ты ушла»
6. «Кино»
7. «Скажи»
8. «Ты далеко»
9. «Теннис»
10. «Не позвонишь» (feat. Патрісія Каас)
11. «В городе лето»
12. «Папины дочки»
13. «Куда приводят мечты»
14. «Дайте сигарету!»
15. «Любовь на сноуборде» (feat. Людмила Гурченко)
16. «Проститься»

1. Не поминайте лихом
2. В городе дождь
3. Русский колорит
4. Мама
5. Лузер
6. Ты вернёшься
7. После седьмой
8. В этом городе все сумасшедшие
9. В твоих глазах
10. В пролесье
11. Оля из сети
12. Разметало
13. Не жди
14. Тебе понравится
15. Я так и не узнал
16. А знаешь, всё ещё будет
17. Свеча
18. Объясни мне

1. Пой, весна
2. Один на один
3. Мои красавицы
4. Камон
5. Токсины
6. На другом берегу зимы (feat. Варвара Визбор)
7. Небо
8. Мысли
9. Хэппи
10. Налей мне
11. Диджитал Раша
12. На пороге весны
13. Пятница
14. Лети, ветер ледяной
15. Где-то опять салют

1. В одну сторону (feat. Павло Шевчук)
2. Тили Бом
3. Калория
4. Молитва
5. Собака без передней ноги
6. За тобой
7. С любимыми не расставайтесь
8. Жюль Верн
9. Любимый город

Сингли:
| Рік  | Назва                                             | Чарти | Чарти          | Чарти              |
| Рік  | Назва                                             | RUS   | Moscow Airplay | Підсумковий річний |
| ---- | ------------------------------------------------- | ----- | -------------- | ------------------ |
| 2004 | «Прасковья»                                       | 63    | —              | —                  |
| 2004 | «Прасковья (RMX)»                                 | 64    | —              | —                  |
| 2004 | «Ночной дозор»                                    | 3     | —              | 27                 |
| 2004 | «Проститься»                                      | 2     | 61             | 6                  |
| 2004 | «Главное, ребята, сердцем не стареть»             | 71    | —              | —                  |
| 2005 | «Ума Турман»                                      | 17    | 27             | —                  |
| 2005 | «Ты далеко»                                       | 1     | 7              | 14                 |
| 2005 | «Теннис»                                          | 20    | 37             | 176                |
| 2005 | «Скажи»                                           | 20    | 51             | 134                |
| 2006 | «Письмо Уме»                                      | 22    | 30             | —                  |
| 2006 | «Кино»                                            | 77    | —              | —                  |
| 2007 | «Дождись» (feat. Тіматі)                          | 78    | —              | —                  |
| 2007 | «В городе лето»                                   | 10    | 8              | 84                 |
| 2007 | «Песенка фронтового шофёра» (feat. Олег Газманов) | 152   | —              | —                  |
| 2007 | «Припева нет»                                     | 22    | 52             | 194                |
| 2007 | «Папины дочки» (OST «Татусеві доньки»)            | 28    | 73             | 196                |
| 2007 | «Любовь на сноуборде» (feat. Людмила Гурченко)    | 103   | 183            | —                  |
| 2008 | «Не позвонишь» (feat. Патрісія Каас)              | 14    | 28             | 71                 |
| 2008 | «Калифорния»                                      | 157   | —              | —                  |
| 2009 | «Кажется»                                         | 18    | 21             | 62                 |
| 2009 | «В городе дождь»                                  | 31    | 46             | 197                |
| 2009 | «Свеча»                                           | 169   | —              | —                  |
| 2010 | «Объясни мне» (feat. Після 11-ти)                 | 216   | —              | —                  |
| 2011 | «В этом городе все сумасшедшие»                   | 140   | 191            | —                  |
| 2011 | «Оля из сети»                                     | 189   | 112            | —                  |
| 2012 | «Гороскоп»                                        | 102   | 123            | —                  |
| 2013 | «Пятница»                                         | 96    | 72             | —                  |
| 2014 | «Налей мне»                                       | 175   | —              | —                  |
| 2014 | «Хэппи»                                           | 181   | —              | —                  |
| 2016 | «Камон»                                           | 193   | —              | —                  |
| 2016 | «Бестия»                                          | 48    | 69             | —                  |
| 2016 | «Жюль Верн»                                       | 158   | —              | —                  |
| 2018 | «Все на футбол»                                   |       |                |                    |

«Гей товстий» — це переклад пісні MC Hammer — U can't Touch This.
«—» пісня була відсутня в чарті

## Відеокліпи
- 2004 — Парасковія
- 2004 — Попрощатися
- 2004 — Ума Турман
- 2005 — Гей товстий
- 2005 — Теніс
- 2005 — Скажи
- 2005 — Ти далеко
- 2006 — Кіно
- 2006 — Париж
- 2006 — Дочекайся (feat. Тіматі)
- 2007 — В місті літо
- 2007 — Татусеві дочки (OST Татусеві дочки)
- 2007 — Куди приводять мрії
- 2008 — Не подзвониш (feat. Патрісія Каас)
- 2008 — Дайте сигарету! (feat. Веро4ка Полозкова, Олександр Ревва)
- 2008 — Каліфорнія
- 2009 — Романс
- 2009 — Брат бородатий (feat. Нестрой-Band)
- 2010 — У місті дощ (OST Білка та Стрілка. Зоряні собаки)
- 2011 — Оля з мережі
- 2011 — Мама
- 2013 — Танцюй, муза
- 2014 — Налий мені
- 2015 — Happy (OST Принц Сибіру)
- 2015 — Токсини
- 2016 — Бестія
- 2016 — Заздрість
- 2017 — Камон
- 2017 — В одну сторону
- 2018 — Всі на футбол. Все на Матч